# Barrau (patronyme)
Pour les articles homonymes, voir Barrau et Barrau (toponymie).
Pour les articles ayant des titres homophones, voir Barot, Barrot, Barraud, Barrault, Barraux, Barrow et Barreau (homonymie).
Cette page présente le nom de famille Barrau ainsi que ses variantes.
Barrau est un patronyme occitan.

## Occurrence
Le patronyme Barrau est actuellement classé dans les noms peu fréquents en France.
On le trouve plus souvent dans le Sud-Ouest de la France.

## Étymologie
Pour Albert Dauzat le patronyme Barrau est à l'origine un sobriquet; il est comme nom de famille, la forme vocalisée de Barral, mot de l'ancien occitan signifiant un barril. Barrau ou Barau a été au Moyen Âge un nom d'homme (prénom).
Dans son  Dictionnaire Provencal-français , l'écrivain et lexicographe français de langue d'Oc Frédéric Mistral indique que le nom de famille Barrau vient du romain Barrau, barral, qui signifie « baril », petit tonneau muni d’un goulot. Le barrau métrique équivaut en Provence à 50 litres, à 60 litres en Languedoc et à 43 ou 30 litres en Dauphiné. Il indique également que les noms de famille Barrau, Barral etc. viennent du romain Barrau (petit tonneau).
Dans son Dictionnaire des noms contenant la recherche étymologique des formes anciennes de 20200 noms relevés sur les annuaires de Paris et de France , le lexicographe Lorédan Larchey indique que le nom Barrau vient des mots « baril » « Barrique » (langue d’oc).
Cette signification de « barrique » pour le nom Barrau est partagée par A. Eveillé  dans  Glossaire saintongeais: Étude sur la signification, l'origine et l'historique des mots et des noms usités dans les deux Charentes .
Simin Palay dans Dictionnaire du Béarnais et du Gascon moderne propose une autre traduction de Barrau en indiquant que ce nom désigne un « lieu fermé ».
Claude Cougoulat, dans Dictionnaire étymologique et historique des noms de famille d'origine gauloise, indique que Barr- est une racine gauloise qui désigne, de manière la plus vraisemblable, un obstacle, un lieu difficile d'accès.